# Flora Boemica
Flora Boemica (abreviado Fl. Boem. Cent.) es un libro con descripciones botánicas que fue escrito por Franz Wilibald Schmidt y editado en el año 1794 con el nombre de Flora Boemica. Centuria iv. Prague.